# Жан Лотарингский
Жан Лотарингский (фр. Jean III de Lorraine, 9 апреля 1498, Бар-ле-Дюк — 18 мая 1550, Нёви-сюр-Луар) — французский церковный деятель, кардинал и аристократ, архиепископ Реймский (1533—1550), Лионский (1537—1539) и Нарбоннский (1524—1550), епископ Мецский (1505—1550), Тульский (1517—1524, 1532—1537, 1542—1543), Верденский (1523—1544), Теруанский (1521—1535), Альбийский (1535—1550), Люсонский (1523—1524), Валанский (1520—1522), Нантский (1542—1550) и Аженский (1538—1550). Иногда именуется кардиналом Лотарингским.

## Биография
Родился в Бар-ле-Дюк. Шестой сын Рене II (1451—1508), герцога Лотарингии (1473—1508), и Филиппы Гелдернской (1467—1547). Младший брат герцога Антуана Лотарингского и Клода, герцога де Гиза.
С детства Жан был предназначен к духовной карьере. В 1501 году, в три года, был назначен коадъютором своего дяди Генриха Лотарингского (ум. 1505), епископа Меца (1484—1505). Вместе со своим старшим братом Клодом Лотарингским рос и воспитывался при французском королевском дворе.
Прослыл коррумпированным князем, растратив до своей смерти большую часть своего церковного богатства. В 1518 году, в двадцать лет, получил сан кардинала. Отказался от части своих церковных титулов в пользу племянников. Стал членом королевского совета в 1530 году.
В 1536 году по поручению французского короля Франциска I Жан Лотарингский возглавил посольство к императору Священной Римской империи Карлу V Габсбургу.
Покровитель искусства и науки, защитник и друг Эразма, Маро и Рабле.
18 мая 1550 года в 52 года скончался в Неви-сюр-Луар, по дороге в Италию.